# Anne Carol
Anne Carol, née le 28 janvier 1962, est une historienne française spécialiste de l’histoire de la médecine, de la mort et du corps aux XIXe et XXe siècles.
Elle enseigne à l’université d’Aix-Marseille depuis 1994 où elle occupe un poste de professeur des universités depuis 2006. 
Anne Carol a commencé sa carrière en travaillant sur l’histoire de l’eugénisme et s’intéresse aujourd'hui davantage aux représentations des corps morts dans l’histoire et à la notion de transition funéraire.

## Biographie
Anne Carol est une ancienne élève de l'École Normale Supérieure de Fontenay-aux-Roses (promotion 1981). Elle est agrégée d’histoire en 1984.
Elle a soutenu en 1993 une thèse d'histoire à Paris I sous la direction de Jacques Léonard puis d’Alain Corbin intitulée : « Les médecins français et l'eugénisme, 1800-1942. De la mégalanthropogénésie à l'examen prénuptial »,. 
En 1994, elle est nommée maître de conférences d'Histoire contemporaine à Marseille. Elle y est professeur d’histoire contemporaine depuis 2006.
En 2004, elle devient habilitée à diriger des recherches, en soutenant un travail intitulé « Normes, représentations et pratiques médicales - France XVIIIe et XXe siècles : Pour une histoire sociale et culturelle de la médecine ».
Elle est membre des comités scientifiques des revues Histoire, médecine et santé et Corps, revue interdisciplinaire.
En 2004, en reçoit le prix de la Société Française d’Histoire de la Médecine pour son ouvrage Les médecins et la mort, XIXe et XXe siècles.
Anne Carol est membre senior honoraire de l’Institut universitaire de France.

## Travaux

### Eugénisme
Dans ses travaux sur l'eugénisme, Anne Carol montre comment au XIXe siècle les médecins, selon un désir de progrès des soins et de la société dans sa globalité, combattent à la fois la mortalité infantile, les tares et les « maladies sociales ». Ainsi, « l'angoisse de la dégénérescence ou de la dépopulation » justifient une surveillance des couples et de la procréation. Par exemple, « puériculteurs et vénérologues en viennent à réclamer une sélection des géniteurs et à promouvoir l'examen prénuptial ».
Dans son livre, elle revient sur le parcours d'Adolphe Pinard, président de la société française d'eugénisme, dont il est un des fondateurs. Il a notamment proposé aux députés français en 1926 une loi exigeant qu'avant l'inscription sur les registres de mariage, on présentât un certificat médical établissant l'absence de maladie contagieuse.
D'ailleurs, elle explique que l'importante participation des médecins à ce mouvement est une spécificité française au regard du développement de l'eugénisme dans d'autres pays, en particulier au Royaume-Uni, où sa défense est surtout le fait de statisticiens.

### Histoire de l'éxecution
En 2017, elle publie un livre intitulé « Au pied de l’échafaud. Pour une histoire sensible de l’exécution ». Dans cet ouvrage, elle parcourt les différentes acceptions de l’expression « marcher au supplice ». Dans un article du même titre, publié dans la revue Ornicar ?, elle indique ceci : « Il s’agit de comprendre comment des hommes et des femmes ont trouvé les ressources physiques et psychiques pour être capables de marcher, pas après pas, vers la certitude de leur propre mort – une mort ignominieuse de surcroît – sans s’effondrer, sans tenter de s’enfuir, sans résister. » Commentant cet ouvrage, Michel Cadé note que les recherche d'Anne Carol permettent de traverser l'histoire d'un siècle : « où l’on est passé d’un échafaud exemplaire à une exécution de plus en plus discrète comme en catimini, ce qui sera chose faite en 1939, où cesse la publicité du supplice désormais contenu dans les murs de la prison »

### Le corps de Gambetta
En 2022, Anne Carol a publié un livre sur l'histoire du corps mort de Léon Gambetta. Elle raconte comment, lors de son autopsie réalisée le 2 janvier 1883 par 15 médecins, des parties du cadavre sont prélevées. On apprend ainsi que le cerveau est prélevé « afin de percer le mystère d’une éloquence et d’une mémoire réputées extraordinaires » et que le cœur est pris par Paul Bert « par dévotion ». Ainsi, Gambetta fait l'objet d'une sépulture multiple, avec par exemple, le corps à Nice (Cimetière du Château) et le cœur à Paris (au Panthéon depuis 1920).
Anne Carol revient également sur la question de ses funérailles. L'homme politique avait souhaité une cérémonie seulement civile, choix alors rare. Il y en a eu deux :  « un à Paris, officiel, et un à Nice, familial ».
Tandis que son œil droit, retirée lors d'une opération médicale en 1867, est aujourd'hui conservé au musée de Cahors, sa ville natale.

## Publications

### Ouvrages individuels
- Histoire de l’eugénisme en France. Les médecins et la procréation, XIXe et XXe siècles, Paris, Seuil, coll. « L'Univers historique », 1995, 381 p. (ISBN 2-02-021568-3)
- Les médecins et la mort, XIXe et XXe siècles, Paris, Aubier, 2004, 335 p. (ISBN 2-70-072331-7)
- Physiologie de la Veuve. Une histoire médicale de la guillotine, Seyssel, Champ Vallon, coll. « La Chose publique », 2012, 308 p. (ISBN 978-2-87673-582-8)
- L’embaumement. Une passion romantique : France, XIXe siècle, Ceyrezieu, Champ Vallon, coll. « La Chose publique », 2015, 238 p. (ISBN 979-10-267-0059-3)
- Au pied de l’échafaud. Une histoire sensible de l’exécution, Paris, Belin, 2017
- La mise en pièces de Gambetta : autopsie d'un corps politique, Grenoble, Jérôme Millon, 2022, 313 p. (ISBN 978-2-84137-383-3)

### Ouvrages co-dirigés
- Avec Régis Bertrand (dir.), L'exécution capitale. Une mort donnée en spectacle XVIe et XXe siècles, Aix-en-Provence, Presses universitaires de Provence, 2003, 282 p.
- Avec Régis Bertrand et Jean-Noël Pelen (dir.), Les narrations de la mort, Aix-en-Provence, Presses universitaires de Provence, 2005, 280 p.
- Avec Régis Bertrand (dir.), Le "monstre" humain, imaginaire et société, Aix-en-Provence, Presses universitaires de Provence, 2005, 214 p.
- Avec Gilbert Buti (dir.), Comportements, croyances et mémoires, Europe méridionale XVe et XXe siècles, Aix-en-Provence, Presses universitaires de Provence, 2007, 291 p.
- Avec Isabelle Renaudet (dir.), La mort à l’oeuvre. Usages et représentations du cadavre dans l’art, Aix-en-Provence, Presses universitaires de Provence, 2013, 308 p.
- Avec Régis Bertrand (dir.), Aux origines des cimetières contemporains : Les réformes funéraires de l’Europe occidentale XVIIIe et XIXe siècles, Aix-en-Provence, Presses universitaires de Provence, 2016, 378 p.